# Gampong Baro (Panton Reu)
Gampong Baro is een bestuurslaag in het regentschap Aceh Barat van de provincie Atjeh, Indonesië. Gampong Baro telt 390 inwoners (volkstelling 2010).